# Área de Proteção Ambiental da Serrinha do Alambari

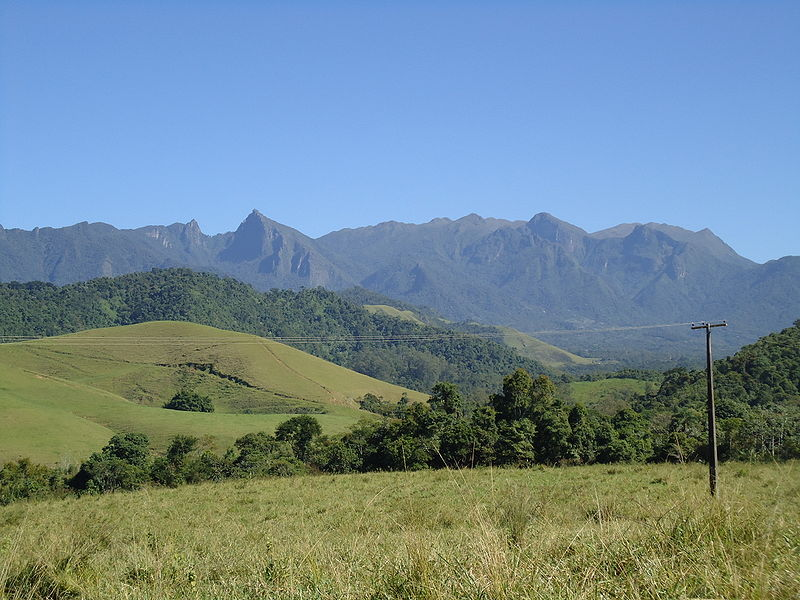
Paisagem vista do início da estrada da Serrinha do Alambari

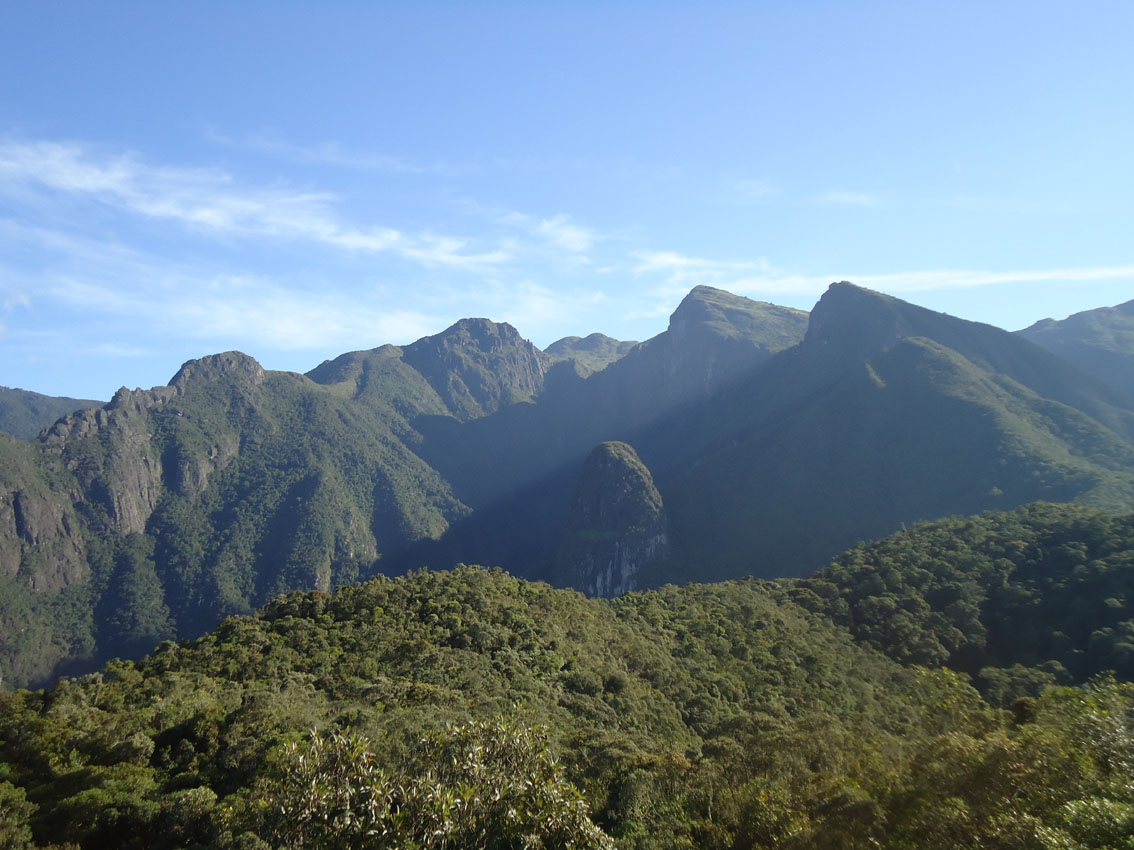
A Serrinha é uma Área de Proteção Ambiental situada em Resende, RJ

A Área de Proteção Ambiental (APA) da Serrinha do Alambari está situada no município de Resende, no Rio de Janeiro, na encosta leste do Parque Nacional de Itatiaia, na Serra da Mantiqueira, a oeste da estrada para Visconde de Mauá (Resende) (RJ-163). Ela abrange as comunidades de Serrinha e Capelinha, protegendo a parte alta das microbacias dos rios Alambari e Pirapitinga. Sua área total corresponde a 4.500 hectares. Está localizada na Região das Agulhas Negras e é admirada por sua paisagem montanhosa e belas cachoeiras de águas frias e cristalinas, além de ser considerada uma importante Estância Climática do estado do Rio de Janeiro.
A APA da Serrinha foi criada pela Lei Municipal nº 1.726 de 1991. O Plano Diretor para o Ecodesenvolvimento da APA (Lei nº 1.845 de 1994) é a principal ferramenta para o seu desenvolvimento harmonioso.

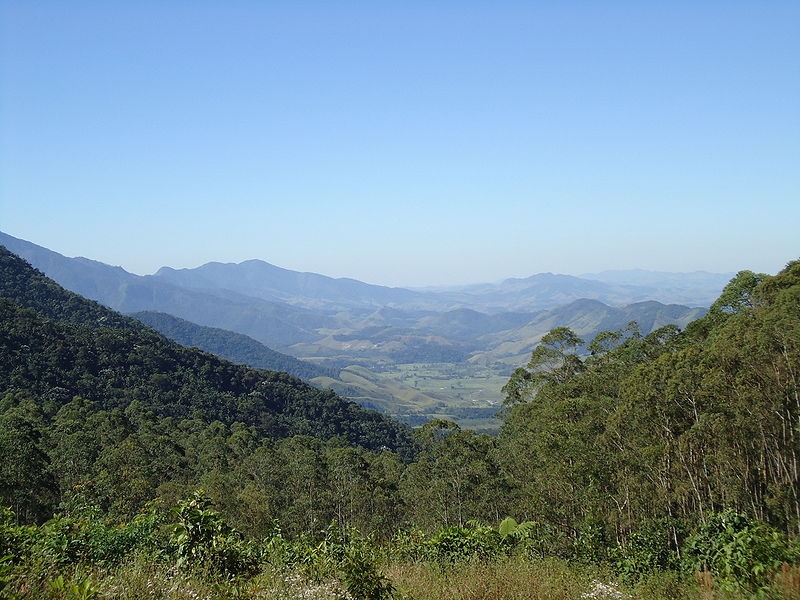
Vale da Capelinha visto do alto da Serrinha do Alambari

## História

### Capelinha do Pirapitinga
No século XIX, a região da Capelinha foi ocupada por fazendas produtoras de café, durante o período áureo do "ouro verde" em Resende. Na década de 1870, com o esgotamento das terras e a falta de mão-de-obra escrava, acentuou-se a decadência da cafeicultura na região e as fazendas passaram a investir cada vez mais na pecuária leiteira. Muitos fazendeiros do Vale do Paraíba, principalmente de Resende, buscaram novas terras no oeste paulista. Em meados da década de 1880, os cafeicultores de São Paulo já eram os maiores produtores de café do Brasil. 
É neste contexto que chegam os patriarcas dos Menandro, uma família que marcou profundamente a história local. Elias Birbeire conta em seu livro "Capelinha de todos os tempos", de 1992, que seus avós vieram da região de Conservatória e chegaram na Capelinha por volta de 1887, um pouco antes da instalação da primeira tentativa de colonização do vale do Rio Preto - iniciada em 1889 e que, no final de 1890, foi dada como fracassada. Segundo Elias, os seus antepassados "escolheram a Capelinha por considerarem o local um ponto estratégico: a última etapa do caminho em direção a Mauá, antes da subida da serra". Até hoje existe uma placa que diz "Capelinha - parada quase obrigatória".
Entre 1908 e 1916, houve uma segunda tentativa de colonização no Rio Preto, com a criação do Núcleo Colonial Visconde de Mauá e a vinda de imigrantes alemães e suíços para trabalharem na produção de alimentos. Nesta época, a Capelinha alcançou um grande desenvolvimento: "Com toda essa movimentação em Mauá, CAPELINHA progrediu muito. Conforme estava previsto em 1889, tornou-se um ponto estratégico. Não havia outro caminho e tudo que se destinasse ao Núcleo Mauá teria que passar por CAPELINHA que, naquela época, chegou a contar com nove casas comerciais", escreve Elias. Durante este período, o núcleo funcionou sob subvenção do Governo Federal. Buscava-se a produção de frutas europeias, cereais, tubérculos e a criação de bovinos originários do clima temperado. Entretanto, os resultados ficaram muito abaixo do esperado. A precariedade das estradas foi apontada como o principal problema do núcleo. Com o fracasso da empreitada e suspensão de todo o apoio oficial, os imigrantes, que insistiram em permanecer no local, dedicaram-se ao turismo. Hoje, Visconde de Mauá é um importante e bem sucedido pólo turístico.
A partir da segunda metade do século XX, a Capelinha progrediu através da pecuária e se beneficiou com o aumento do movimento turístico. Na década de 1960, iniciou-se um grande desenvolvimento baseado na produção de leite e de aguardente, principais fontes de renda do local. Atualmente, a Capelinha investe no desenvolvimento do turismo histórico e rural. Como atrativos, possui rios, cachoeiras, dois pesque-pagues e um Alambique centenário, de 1870, além de fazendas históricas cujo potencial turístico ainda não foi explorado. 

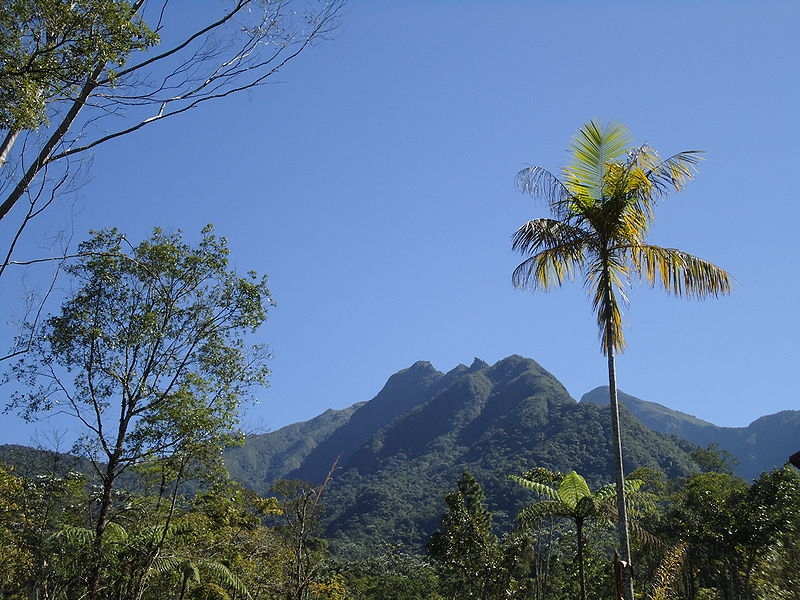
A Serrinha está localizada no entorno (encosta leste) do Parque Nacional de Itatiaia - Foto Antonio Leão

### Serrinha do Alambari

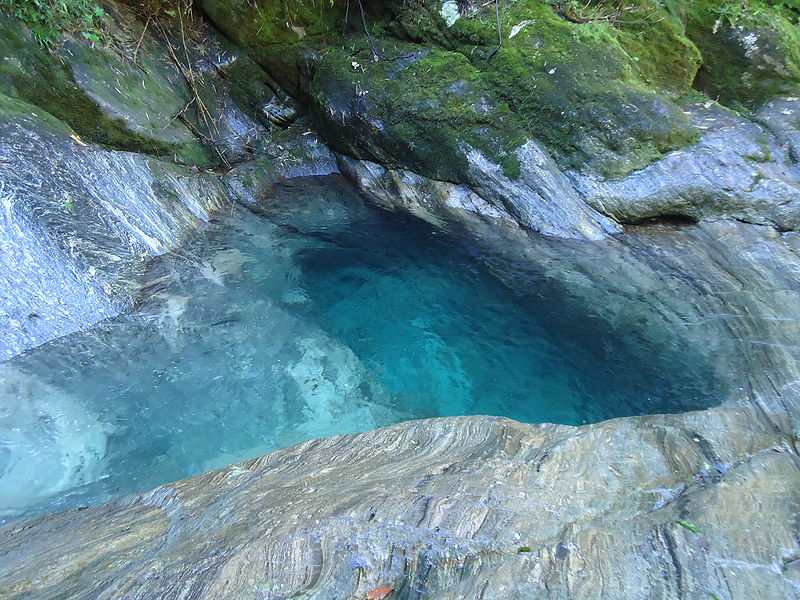
Rio Santo Antônio

Até o final do século XIX, grande parte da Serrinha do Alambari era coberta pela Mata Atlântica e constituía a parte menos explorada de algumas fazendas. Parte das terras foi aproveitada no auge do ciclo do café em Resende. Ao longo da primeira metade do século XX, as fazendas foram divididas em propriedades menores, dedicadas à lavoura. Plantava-se principalmente arroz, feijão, milho, mandioca e banana, além das frutíferas sempre presentes nos quintais brasileiros tais como jabuticabeiras, goiabeiras, tangerineiras, limoeiros e laranjeiras, entre muitas outras. Entretanto, os solos pobres não permitiam um maior desenvolvimento da agricultura no local. A partir da década de 1940, teve início uma ocupação desordenada, com extração de madeira, produção de carvão e desmembramento das terras. Nesta época, logo após a criação do Parque Nacional de Itatiaia - o primeiro do Brasil, intensificou-se o desmatamento na Serrinha. Não existiam ainda as estradas do Camping e do Top Club (estrada dos Artesãos). A madeira e o carvão eram transportados por trilhas em lombo de burro até o ponto onde hoje está a venda e a praça e ali eram embarcados em caminhões para Resende. 
 
As famílias, originadas do sul de Minas Gerais, e também do Vale do Paraíba, plantavam visando principalmente a subsistência. Predominava o sistema da "terça" e da "meia", mas os colonos se sentiam como se fossem os proprietários. A pecuária extensiva já havia substituído os cafezais e se expandiu também pelos vales e encostas da Serrinha. Entretanto, a exemplo do que ocorreu com a lavoura, não encontrou ali o ambiente mais produtivo. Nos anos 1950 começaram a surgir, em escala bem reduzida, as primeiras construções e loteamentos para veranistas. A instalação do Camping Clube do Brasil, na década de 1970, confirmou a vocação turística da Serrinha e trouxe uma grande transformação para o local: a parte habitada que antes se limitava à vizinhança da venda se expandiu nos dois quilômetros das estradas acima, que, originadas das trilhas, foram lentamente ampliadas e alargadas na base da enxada e da picareta. A população local quase que triplicou e surgiram os problemas relacionados à contaminação dos mananciais, incluindo casos de hepatite. Hábitos oriundos das cidades: vestuário, gírias etc., foram aos poucos assimilados pela população local. 

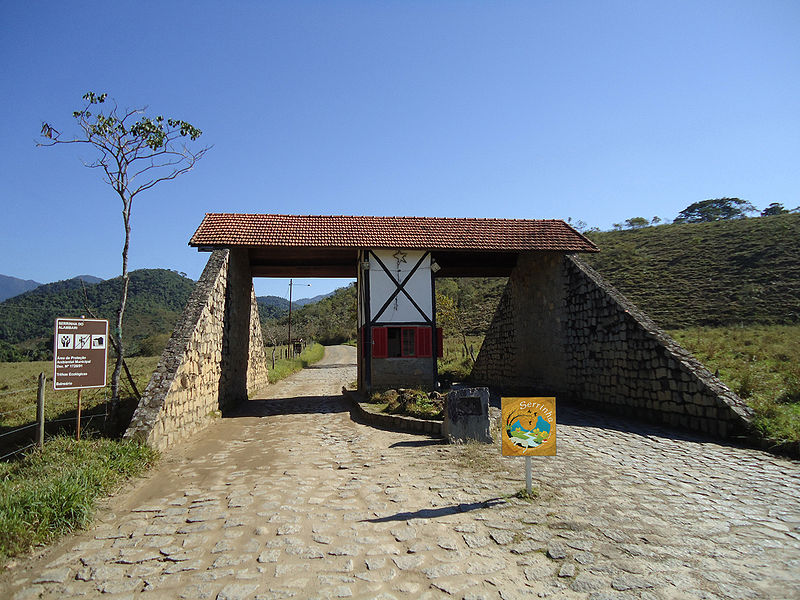
Portal da APA da Serrinha do Alambari

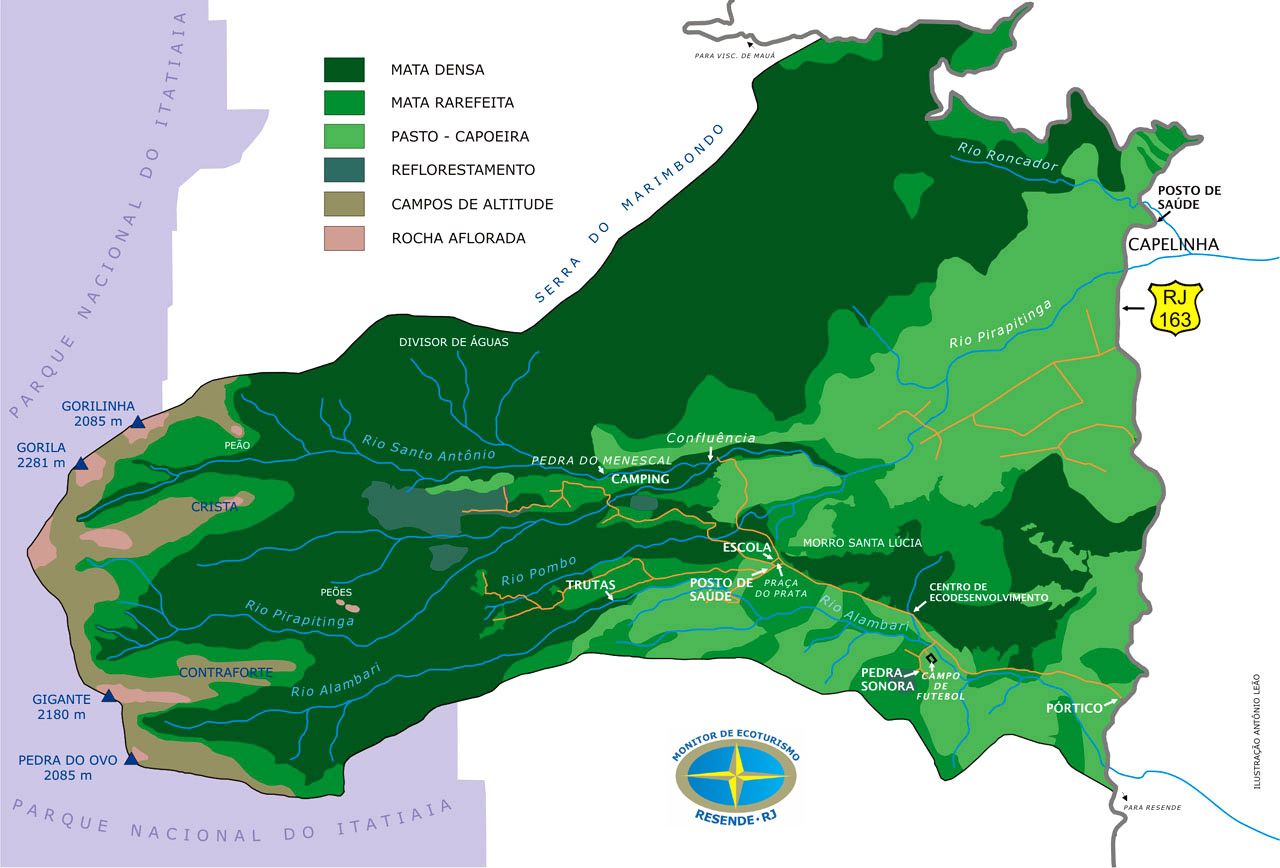
Mapa da cobertura vegetal da APA da Serrinha do Alambari

Nos anos 1980, o crescimento da procura por ambientes naturais pelos habitantes das grandes cidades, além do aumento da população, teve consequências graves sobre os recursos hídricos da região. Vizinha de Penedo, Visconde de Mauá e do Parque Nacional de Itatiaia, a Serrinha também sofre os efeitos da ocupação urbana e turística. Por outro lado, à medida que aumentava a demanda de serviços para o turismo e novas residências, a vegetação se regenerava nos pastos e lavouras abandonadas. Hoje é notável a presença de mata secundária com aspecto de mata primária. 
No ano de 1989, a Associação de Moradores, AMOROSA, tendo em vista a degradação verificada nas localidades vizinhas, levou ao poder público a sua preocupação com a falta de uma política de ocupação sustentável do solo. A Prefeitura de Resende criou então o Grupo de Trabalho para o Desenvolvimento Integrado da Serrinha (GTS), coordenado pelo morador ambientalista Luis Felipe Cesar e composto por especialistas e moradores como Edgar Kuhlmann, Nelson Gumercindo, André Vieira, Ricardo Menescal, Maria Helena Fonseca da Conceição e Eliel Queiroz, representantes do poder público municipal, estadual e federal, e também por organizações da sociedade com interesse na área da defesa ambiental. Este processo culminou na implantação da Área de Proteção Ambiental (APA) da Serrinha, criada através da Lei Municipal 1.726 de 1991. Esta foi a primeira unidade de conservação municipal de Resende. Este trabalho foi consolidado com o Plano Diretor da APA (Lei nº 1.845 de 20 de maio de 1994), elaborado pelos arquitetos Ricardo Menescal e Renato Menescal.

## Geografia

### Localização
A APA da Serrinha está situada no município de Resende/RJ, na encosta leste do Parque Nacional de Itatiaia, Serra da Mantiqueira, abrangendo a parte alta das microbacias dos rios Alambari e Pirapitinga, a oeste da estrada para Visconde de Mauá (RJ-163). A sua área total corresponde a mais de 4.500 hectares. 

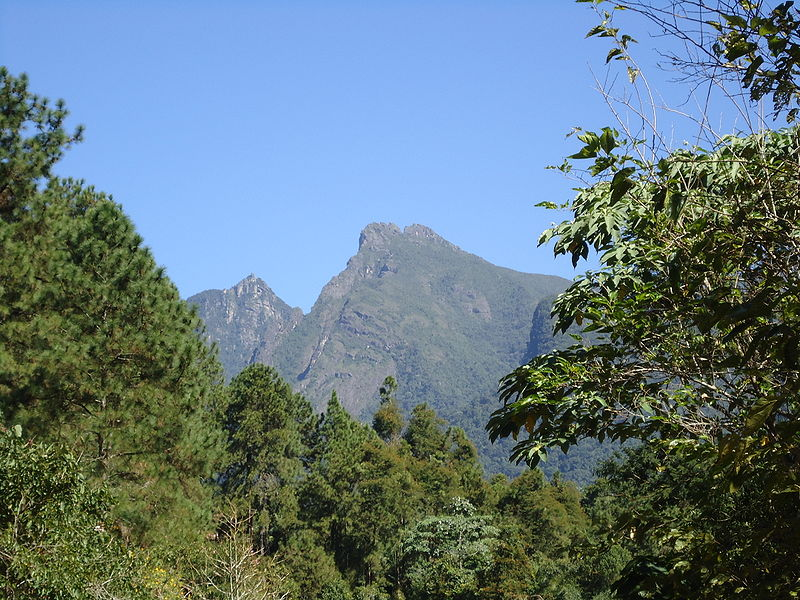
As montanhas da Serrinha ultrapassam os 2.000m de altitude

### Relevo
A Serrinha ocupa um extenso vale e parte das vertentes, onde se situa a sua divisa com o Parque Nacional de Itatiaia. De quase toda a Serrinha é possível avistar os maciços rochosos, que ultrapassam os 2.000 metros de altitude. As chuvas torrenciais, com auxílio dos ventos, esculpiram na muralha rochosa as formas curiosas que vemos hoje e desenharam os vales, por onde descem rios de águas cristalinas com inúmeras cachoeiras. O relevo é de encosta de serra, por onde descem encachoeirados, por gargantas muitas vezes profundas, os rios Alambari e Pirapitinga, e seus afluentes. A APA se estende por estas microbacias hidrográficas, delimitadas ao norte pela Serra do Marimbondo (Divisor de Águas), que separa a Serrinha da Região de Visconde de Mauá; e ao sul, por uma serra que é o limite natural com Penedo, distrito do município de Itatiaia, RJ. A maior parte da Serrinha é constituída por rochas alcalinas, originadas da enorme intrusão magmática que culminou com a formação do Maciço do Itatiaia, com predominância de foiaítos, sienito e nefelina sienitos.

### Solos
Com exceção da parte baixa da Serrinha, nas proximidades da estrada para Visconde de Mauá, as terras não são as mais adequadas para a agricultura, ainda mais se levarmos em conta o relevo acidentado. Os solos são muito rasos, argilosos, com pH muito baixo e alto teor de alumínio. São constituídos por camadas de rochas decompostas, recobertas pelo manto de matéria orgânica oriunda da própria floresta.

### Clima
Podemos notar que chove mais na Serrinha do que em outras regiões próximas. A serra costuma abraçar as nuvens, e não as deixa escapar facilmente, exercendo forte influência sobre as chuvas e a temperatura. A umidade retida nas encostas, e protegida pelas florestas, abastece importantes nascentes. O clima é Mesotérmico com verões brandos e chuvosos, sem estação seca muito pronunciada. A estação chuvosa ocorre de setembro a abril e a seca de maio a agosto. Segundo Edgar Kuhlmann, no informativo "O Tilinda", "é um clima tropical sob efeito da altitude. (…) O total anual de chuvas é superior a 2000 mm, atingindo por vezes mais de 3000 mm. As temperaturas oscilam entre o máximo de 33 °C e mínimo de 15 °C no verão e máximo de 22 °C e mínimo de 5 °C no inverno. Não há registros de temperaturas negativas. Nota: as observações são feitas a 850 m de altitude", escreveu Kuhlmann.

### Hidrografia

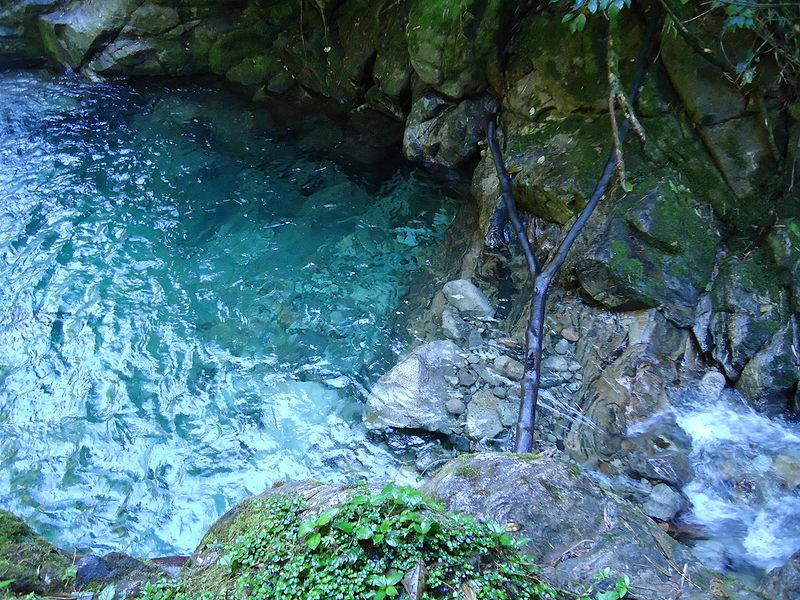
Poço dos Dinossauros

Do alto do Planalto do Itatiaia descem os rios Alambari, Pirapitinga e Santo Antônio, principais rios da Serrinha. As suas microbacias apresentam grande abundância de recursos hídricos e foi no seu seio que a comunidade nasceu e se desenvolveu. Note que Alambari é o sobrenome da Serrinha. O rio Pombo (afluente do Pirapitinga) e o córrego Medeiros (afluente do Alambari) atravessam considerável trecho da área habitada. O Santo Antônio, afluente do Pirapitinga, se destaca por sua água cristalina e pela sua coloração em tons azul e turquesa.
Edgar Kuhlmann nos conta, em seu jornal "O Tilinda", que o Pirapitinga "atravessa grande parte da área rural de Resende. É um afluente do Rio Paraíba do Sul. Pirapitinga ou pirapetinga vem do tupi pirapitiga que significa "peixe-branco" e designa um peixe muito conhecido no Brasil, em muitos lugares é chamado de Piabanha". Quanto ao rio Alambari, Kuhlmann explica que ele também desagua no rio Paraíba do Sul: "Seu nome deriva do tupi arawiri designa cerca de 300 espécies de peixes pequenos. São conhecidos também pelo nome de lambari, piaba, piabinha e matupiri".

## Biodiversidade

### Flora
Originalmente predominou na Serrinha a Floresta Pluvial ou Floresta Latifoliada Perene Tropical - a Mata Atlântica. Após décadas de , a floresta vem se regenerando (mata secundária) e grandes extensões dela têm aparência de mata primária, formada por árvores com mais de 20 metros de altura e copas muito amplas. As principais árvores são: quaresmeiras, embaúbas, angicos, jacarés, ipês, canelas, figueiras, guatambus e palmito juçara. Este último, euterpe edulis, está presente em grande quantidade nos trechos mais preservados e também nos quintais e terrenos da área habitada. A Serrinha possui grande riqueza de bromeliáceas e orquidáceas, que apresentam, inclusive, algumas espécies raras.

### Fauna
A Serrinha é parte integrante do entorno do Parque Nacional de Itatiaia e oferece excelentes condições para a manutenção de uma fauna rica em espécies. É notável a riqueza de insetos, ainda pouco estudados. Já o número de peixes é pequeno, devido à altitude e velocidade das torrentes. Na parte mais plana é fácil encontrar os lambaris e o pitu, um tipo de crustáceo.
Alguns mamíferos encontrados: irara, gambás, tatumirim, preguiça, caxinguelê (esquilo), porco-do-mato (cateto ou caititu), paca, cutia-parda, macaco-prego, cachorro-do-mato, lobo-guará, mão-pelada, suçuarana (onça parda) e jaguatirica.
Entre as aves destacamos: tucano-de-bico-verde, araçari-banana, saíra-sete-cores, saíra-douradinha, trinca-ferro, tiê-sangue, sabiá-una, sanhaço, juriti-cabocla, alma-de-gato, saci, anu-preto, anu-branco, jacu, inhambu, perdiz, curiango, seriema, urubu-preto, pomba-amargosa e gavião. A Serrinha já bastante conhecida e frequentada por Observadores de Aves, que publicam fotos nas redes sociais, como é o caso de Márcia Cunha de Carvalho, Silene Alves, Karoline Dutra Zamluti, Luiz Ribenboim, Hudson Martins Soares, Carlos Eduardo Zikan, Jorge Lucas, Alberto Heredia e Heitor B. Cintra.
Répteis: é relativamente abundante a jararaca e a coral verdadeira, além de várias cobras não venenosas. É comum também o lagarto ou teiú. Entre os anfíbios encontramos muitas espécies de sapos e pererecas

## Comunidade
O Diagnóstico Sócio Ambiental da Serrinha do Alambari, realizado por Maria Helena Fonseca da Conceição, em 1998, informa que, naquela época, a população fixa da Serrinha girava em torno de 600 habitantes. Neste número não estavam incluídos os veranistas, proprietários de 30% dos imóveis. 
Na época de férias e feriados prolongados, a população flutuante aumentava em aproximadamente 2000 pessoas, com a visitação de turistas oriundos principalmente das cidades do Rio de Janeiro e São Paulo. O turismo, incluindo a atividade de veraneio ou segunda residência (casas de campo), é a atividade que mais gera empregos diretos (recepcionistas, arrumadeiras, cozinheiros, garçons e guias) e indiretos (caseiros, jardineiros, pedreiros, carpinteiros, pintores, eletricistas e marteleteiros).
A população local é extremamente jovem. Maria Helena conta que, no final da década de 1990, 51% tinham menos de 25 anos, sendo que 57,3% deste grupo possuíam menos de 14 anos. As novas gerações ainda enfrentam dificuldades por habitarem uma área montanhosa: transporte precário, falta de opções de lazer, etc.

### Cultura da Serrinha
A comunidade da Serrinha é dona de uma forte identidade cultural que se expressa em suas festas, danças, música, culinária e artesanato. Vejam alguns exemplos: 
MAZURCA DE CACETE - Também chamada de Dança do Bastão ou "Mazuca-de-Pau". Trata-se de uma dança na qual um grupo masculino faz evoluções batendo com bastões de madeira, geralmente ao som de sanfonas de oito baixos. Originada do sul de Minas Gerais, esta manifestação é preservada pelos moradores do local. Não temos notícia de que esta atividade cultural ocorra em outras partes do município de Resende. 
CALANGO - É um duelo de cantores, semelhante ao repente nordestino, acompanhado de violão e/ou viola, sanfona e pandeiro. O calango chegou na Serrinha através dos mineiros. Muitas vezes, os calangueiros são movidos por uma boa quantidade de aguardente. O calango tem perdido espaço para o invencível forró, o seu primo nordestino, muito mais bem sucedido. Na Serrinha foi criado o grupo musical Estação Quente que anima os bailes em toda a região.

### Artes Plásticas e Artesanato
A história da Serrinha teve início com a derrubada da floresta nativa para a extração de madeira. Grande parte desta matéria prima era utilizada pelos próprios colonos na construção de casas, confecção de mobiliário e diversos artefatos. A vocação para o trabalho em madeira é demonstrada nos trabalho dos antigos moradores do local, como o Seu Abel, já falecido, que esculpia expressivos pássaros a canivete. O senhor Zezé pinta suas aves de madeira com cores fortes. Sérgio Balbino, já falecido, Antônio Maurício e José Mariano são mestres na arte de esculpir pilões. Paulo Balbino e José Donizete produzem móveis rústicos. Márcio, da Pousada Namatacabana, é marceneiro e restaurador e o artista gráfico Antonio Leão produz ilustrações inspiradas na natureza da região e trabalha com pintura e entalhe em madeira. Entre as artistas citamos: Vera Rodrigues, pintora; Gisele Ferreira, ceramista; Nilza Ribeiro, artesã; Janaína Pires que faz pinturas em madeira e diversos suportes; Michele Gomes da Costa e Simone Fonseca, cujos trabalhos são feitos com produtos recicláveis. A Glorinha, viúva do Seu Abel, faz bordados. Roseli e sua mãe Perciliana produzem geleias e licores. 
A tradição artesanal também se verifica na sinalização do local, feita em madeira segundo norma estabelecida pelo Plano Diretor e no trabalho de excelentes construtores de casas e telhados como o Maurício da Fonseca Ferreira e o saudoso José Flávio. 
Há alguns anos, o nome da estrada, onde mora a maioria das pessoas citadas acima, mudou de Top Clube para Estrada dos Artesãos.

### Turismo

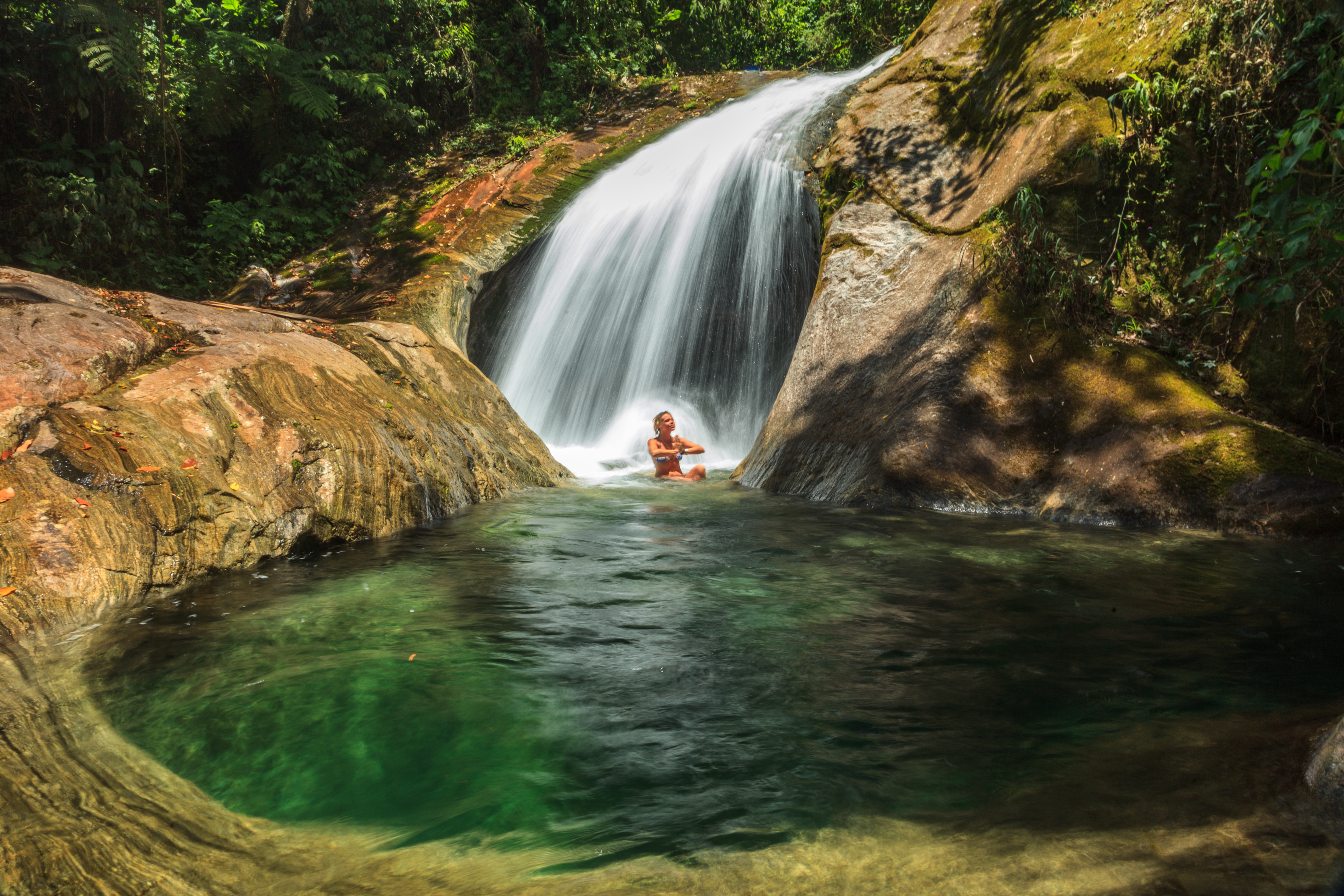
Cachoeira do Poço do Céu

O clima agradável, a paisagem e os componentes do meio físico são o principal atrativo desta região, tanto para a contemplação, quanto para a prática dos esportes na natureza. Os empreendedores da região começaram a explorar o voo livre, cicloturismo e artesanato. Existe possibilidade de desenvolvimento do Geoturismo, Ecoturismo e Turismo de Aventura se houver um acordo e entendimento com os proprietários de áreas com atrativos naturais, e também com o Parque Nacional do Itatiaia e Parque Estadual da Pedra Selada. Entretanto, conforme apontado em estudo elaborado por moradores da APA da Serrinha e membros do Conselho Municipal de Turismo de Resende, o alto fluxo de banhistas na temporada de verão ameaça o ordenamento do local. O Plano Municipal de Turismo de Resende indica a necessidade de maior presença da fiscalização e do policiamento ostensivo, além de um controle do número de visitantes.